# Severno poveljstvo Združenih držav Amerike
Severno poveljstvo Združenih držav Amerike (angleško United States Northern Command; kratica USNORTHCOM) je eno izmed petih geografskih poveljstev oboroženih sil ZDA, ki pokriva Severno Ameriko.